# Bundesautobahn 75
Die Bundesautobahn 75 (Abkürzung: BAB 75) – Kurzform: Autobahn 75 (Abkürzung: A 75) – war als Westumfahrung von Nürnberg, Fürth und Erlangen geplant und sollte zusammen mit der A 73 und A 77 eine leistungsfähige Nord-Süd-Achse von Coburg nach Donauwörth bilden. In der Zeit von 1969 bis 1980 führte die Autobahndirektion Nordbayern mehrere Raumordnungsverfahren zum Bau der A 75 durch. Anfang der 1980er Jahre wurden die Planungen schließlich aufgegeben.

## Geplanter Trassenverlauf
Im Netzplan aus dem Jahre 1976 kann der geplante Trassenverlauf der A 75 nachvollzogen werden. Es war vorgesehen, dass die Trasse der A 75 südlich der Anschlussstelle Hilpoltstein von der A 9 am Autobahndreieck Weinsfeld abgezweigt und von dort aus in nordwestlicher Richtung verläuft. Anschließend war eine Kreuzung mit der Bundesstraße 2 (geplant als A 77) südlich von Roth geplant. Zwischen Heilsbronn und Rohr wäre die A 6 gekreuzt worden. Von dort sollte die Trasse weiter in nördlicher Richtung verlaufen. Die nächsten Kreuzungspunkte wären die Bundesstraße 14 und die Bundesstraße 8 (in der Planung als A 752) östlich von Langenzenn gewesen. Hinter Herzogenaurach wäre die Trasse nach Osten verschwenkt worden. Bei Heßdorf sollte die A 75 dann die A 3 kreuzen. Sie wäre dann weiter in östlicher Richtung geführt worden, bis sie etwa in Höhe von Baiersdorf mit einem Autobahndreieck an die A 73 angeschlossen worden wäre.

## Vorgängerplanung
Überlegungen zum Bau einer Autobahntrasse westlich von Nürnberg wurden erstmals in den 1930er Jahren angestellt. Zur Ergänzung des Grundnetzes plante die Oberste Bauleitung der Reichsautobahnen Nürnberg (OBR Nürnberg) eine rund 37 km lange Westtangente entlang der Rednitz. Sie sollte die Reichsautobahnlinien Würzburg – Nürnberg und Heilbronn – Nürnberg miteinander verbinden und so einen geschlossenen Autobahnring um Nürnberg bilden. Zu einer Realisierung der Westtangente kam es aufgrund des Zweiten Weltkrieges jedoch nicht mehr.